# Азиатска крастава жаба
Азиатската крастава жаба (Duttaphrynus melanostictus) е вид земноводно от семейство Крастави жаби (Bufonidae).

## Разпространение
Видът е разпространен в Бангладеш, Виетнам, Индия, Индонезия (Бали, Калимантан, Малуку, Западна Нова Гвинея, Сулавеси, Суматра и Ява), Камбоджа, Китай, Лаос, Макао, Малайзия, Мианмар, Непал, Пакистан, Провинции в КНР, Сингапур, Тайван, Тайланд, Хонконг и Шри Ланка. Внесен е в Папуа Нова Гвинея.